# Sofus Rønnov
Sofus Rønnov (født 10. januar 2001) er en dansk skuespiller

## Filmografi

### Film
| År   | Titel            | Rolle          | Noter |
| ---- | ---------------- | -------------- | ----- |
| 2014 | En du elsker     | Noa            |       |
| 2017 | Du forsvinder    | Niklas Halling |       |
| 2018 | Journal 64       | Tage           |       |
| 2020 | Klovn the Final  | Noah           |       |
| 2020 | Lille sommerfugl | Christian      |       |

### Tv-serier
| År   | Titel                   | Rolle | Noter     |
| ---- | ----------------------- | ----- | --------- |
| 2020 | Når støvet har lagt sig | Simon | S1E2 S1E3 |